# Manuel Álvarez-Ugena
Manuel Álvarez-Ugena y Sánchez-Tembleque (Madridejos, 15 de mayo de 1892 - Ciudad de México, 10 de marzo de 1976) fue un ingeniero agrónomo, profesor universitario y político republicano español.

## Biografía
Formado en sus estudios de bachiller en el Instituto de Toledo, preparó su acceso a la universidad en Madrid, ingresando después en la Escuela Superior de Ingenieros Agrónomos. Finalizó sus estudios en 1917, siendo el tercero de su promoción. Durante el final de la Restauración trabajó en el catastro en la zona de Levante (Murcia, Alicante y Valencia), llegando en 1924 a profesor de la Escuela de Ingenieros. Su vinculación con la política surgió de su encuentro con Manuel Azaña en 1918, cuando éste preparaba su campaña para diputado, uniéndose Álvarez-Ugena a su equipo. Desde entonces estaría plenamente unido al proyecto azañista.
Fue uno de los fundadores de Acción Republicana, de la que fue secretario general durante un tiempo y, más tarde, de Izquierda Republicana. Tras la proclamación de la República se presentó como candidato a diputado a Cortes, sin obtener escaño, en las elecciones generales de 1931. Desde ese momento y hasta 1932 fue, sucesivamente, gobernador civil de Badajoz y Zaragoza, destacando por su cerrada defensa de las políticas republicanas, en especial en lo relacionado con la reforma agraria. En 1933 y hasta la celebración de las elecciones de ese año, fue director general de Montes, Caza y Pesca. Ya activa Izquierda Republicana, obtuvo el escaño en las Cortes al resultar elegido por la circunscripción de Toledo en las elecciones de 1936 que dieron el triunfo al Frente Popular. El nuevo gabinete le nombró director general de Agricultura, puesto desde el que realizó una ingente tarea para retomar la reforma agraria de la primera legislatura republicana que había sufrido severos recortes durante el gobierno cedista.
Con el golpe de Estado de julio de 1936 que dio lugar a la Guerra Civil, Álvarez-Ugena permaneció leal a la República, ocupando distintos puestos de responsabilidad, como presidente del Instituto Nacional de Investigaciones Agrónomas, y otros destinados en especial a garantizar los suministros de alimentos en la zona republicana. Al finalizar el conflicto marchó al exilio en Francia. Más tarde marchó a Bruselas (Bélgica), donde permaneció hasta mayo de 1939 en que embarcó en el buque Sinaia en el puerto francés de Sète rumbo a México, llegando a Veracruz el 13 de junio siguiente. En México se dedicó a la enseñanza en el Colegio Madrid de México, D. F., jubilándose a los 81 años.